# Pizzoferrato
Pizzoferrato est une commune de la province de Chieti dans les Abruzzes en Italie.

## Personnalités
- Bruno Sammartino (1935-2018), catcheur

## Administration
| Période                                  | Période  | Identité           | Étiquette | Qualité                   |
| ---------------------------------------- | -------- | ------------------ | --------- | ------------------------- |
| 24 juillet 2007                          | En cours | Domenico Calabrese |           | Commissario Straordinario |
| Les données manquantes sont à compléter. |          |                    |           |                           |

### Hameaux
Castiglione, Collalto, Turchi

### Communes limitrophes
Civitaluparella, Gamberale, Montenerodomo, Quadri, Sant'Angelo del Pesco (IS)